# Nubank
Nubank — найбільший онлайн-банк у світі за кількістю клієнтів. Банком користується 47 млн роздрібних клієнтів та 1,1 млн компаній (на кінець 2021). Штаб-квартира знаходиться в Сан-Паулу, Бразилія. У компанії також представництва у Берліні, Буенос-Айресі та Мехіко.

## Історія
Заснований у 2013 році колумбійцем Девідом Велесом, бразилійкою Крістіною Хункієрою та американцем Едвардом Уіблом.
Першу транзакцію з карткою Nubank здійснено 1 квітня 2014. Через чотири роки Nubank став стартапом-єдинорогом з оцінкою в 1 мільярд доларів США.
Серед інвесторів Нубанку - Sequoia Capital, Founders Fund, Kaszek Ventures, Tiger Global Management, Goldman Sachs, Berkshire Hathaway, QED Investors та DST Global. За перші два роки існування компанія залучила 600 мільйонів бразильських реалів.
9 грудня 2021 вийшов на IPO на NYSE, оцінка компанії склала 45 млрд доларів, що зробило її найдорожчим цифровим банком.